# Голан, Ян Арношт
Ян А́рношт Го́лан, русский вариант — Иван Михайлович Голан, немецкий вариант — Эрнст Голан (в.-луж. Jan Arnošt Holan, нем. Ernst Holan, 25 марта 1853, Дречин, Лужица, Германия — 1 февраля 1921, Лукоянов, РСФСР) — серболужицкий писатель и российский педагог. Писал на верхнелужицком языке.

## Биография
Родился 25 марта 1853 года[по какому календарю?] в серболужицкой крестьянской семье в деревне Дречин. Окончил народную школу, в которой преподавал серболужицкий педагог и учёный-энтомолог Михал Росток. С 1866 года по 1874 год обучался в Будишинской гимназии. После военной службы изучал немецкую филологию в Лейпциге; был стипендиатом Русского филологического семинара при Лейпцигском университете. В это время, в 1874 году вступил в культурно-просветительскую организацию «Матица сербская»;  был одним из основателей (вместе с Арноштом Мукой) серболужицкого молодёжного движения «Схадзованка», а также главным организатором второй «Схадзованки» 1876 года; участвовал в редактировании молодёжного журнала «Lipa Serbska».
После окончания обучения в филологическом семинаре был определён на службу в России. С 1878 года по 1881 год преподавал латинский и древнегреческий языки в Екатеринославе в местной мужской классической гимназии, с 1881 года по 1886 год — в Дерпте, с 1886 год по 1908 годы — в Нижегородском дворянском институте.
С 1908 год по 1917 год был директором Ревельской Николаевской мужской гимназии. Вместе с эвакуированной гимназией переехал в Лукоянов; был членом городской думы в Лукоянове. В 1919 году вышел на пенсию.
Учениками Ивана Голана в Нижегородском дворянском институте были Андрей Владимирович Звенигородский и Борис Александрович Садовский, оставивший о Голане воспоминания:

Из классиков видную фигуру являл Иван Михайлович Голан, онемеченный лужичанин, полный, спокойный, с величавыми приёмами и властной походкой. в классе у Голана сидели смирно: лишних разговоров он любил. «Вынимайте книги упражнений». Через четверть часа тем же тоном: «Вынимайте тетради». Впрочем, давались иногда и посторонние объяснения: «Бактерия; палка; бактерия. Что такое бактерия, Садовский?» — «Это, Иван Михайлович, такие вредные маленькие животные». — «Да, микроорганизмы. Трикс: волос, отсюда трихина. Что такое трихина, Садовский?» — «А это, Иван Михайлович, тоже вредные животные, вроде бактерий». — «Да. И они лежат в виде волоса в мускулах свиньи и человека»— По книге Макаров И. А. Нижний Новгород. Имена из архивных папок 1221—1917 гг.: Биографический справочник. — Нижний Новгород: НОВО, 2011. — С. 214. — ISBN 978-5-9902920-1-7.
Свои первые литературные опыты публиковал на страницах рукописного литературного журнала «Kwěty» (Цветы), который издавало лужицкое студенческое братство «Сербовка». Будучи в России, писал очерки о жизни в России на страницах лужицкой периодической печати. В 1966 и 1967 года в Будишине были изданы его книги «Tři lěta w Ruskej» и «Hronow a druhe powědančka».
Перевёл на верхнелужицкий язык несколько произведений Льва Толстого.
За свою педагогическую деятельность в России был награждён орденами Св. Станислава 2-й ст. (1898), Св. Анны 2-й ст. (1903), Св. Владимира 3-й ст. (1915); с 1 января 1912 года имел чин действительного статского советника.